# Comte Dooku
El Comte Dooku és un personatge fictici de l'univers de La Guerra de les Galàxies (Star Wars). És també conegut amb el nom de Darth Tyranus, el seu nom Sith. Era el Líder de la Confederació de Sistemes Independents. És interpretat per l'actor Christopher Lee en les pel·lícules de la saga. La figura de Dooku està marcada per la tragèdia de la seva trajectòria vital. Va ser un del màxims responsables de la caiguda de la República Galàctica.
Mestre d'en Qui-Gon Jinn, un dels mestres més prometedors de l'Ordre Jedi, fa de Dooku un dels Jedi més reconeguts de la galàxia, però no només per aquest sol fet; també per la seva habilitat d'esgrimista, hàbil manipulador de la Força i gran polític idealista. La fortuna de la família de Dooku és una de les més riques de La Galàxia; cosa que fa que a Dooku no li costi gens invertir en res els seus diners en el seu moviment en les Guerres Clon quan es converteix en Lord Sith.

## Història
Dooku va néixer l'any 102 abans de la batalla de Yavin i va morir l'any 19 abans de l'esmentada batalla. És presentat com un expert orador i filòsof, hàbil guerrer, poderós manipulador de la Força; una versió elegant, culta i poderosa dels Sith. Veu profunda, de caràcter fort, elegant, cosmopolita, culte, carismàtic i amb conviccions. El Consell Jedi s'oposava a les seves idees polítiques i el seu padawan Qui-Gon Jinn li seguia el seu exemple en desafiar el Consell executant les seves pròpies decisions. Aquest polític idealista va viure per unes vuit dècades. Dooku va ser un dels millors espadatxins de La Galàxia i es va especialitzar en el Makashi, a causa d'això va poder vèncer molt fàcilment l'expert Obi-Wan Kenobi i Anakin Skywalker en la batalla de Geonosis.

### Mestre Jedi
El Comte Dooku va ser descobert per l'Orde Jedi i instruït en la Força en la seva joventut, renunciant a la seva família. No obstant això, sempre va haver en ell una innata rebel·lia que l'hi feia constinar els dogmes Jedi. Dintre de l'Orde, Dooku va ser padawan de Yoda, però mai es va entregar del tot a les seves ensenyances; inclòs va transmetre als seus aprenents, entre ells Qui-Gon Jinn, mestre d'Obi-Wan Kenobi, certes actituds de rebel·lia que contradeien els principis dels Jedi. Des de ben petit, Dooku, sempre havia tingut el do de la paraula per intentar defensa els seus ideals a costa de la seva paraula. Dooku també tenia un do manipulador, destacat sempre per la seu caràcter.
A pesar que la seva ideologia i temperament havien fet que Dooku mai arribés a formar part del Consell Jedi, Dooku s'havia guanyat el respecte dels seus companys i en molt alta quantitat. Era, sens discussió, el millor espadatxí del Temple Jedi, i sens dubte un instructor excepcional. Els seus progressos d'esgrima havien sigut únics dintre de l'Orde, i molts consideraven a Dooku com el Jedi més letal en combat després del poderós i savi Mestre Yoda, cosa que el convertia en un dels Jedi més poderosos de la història de l'Ordre Jedi.
Però amb el pas dels anys, i decebut i frustrat per la decadència de República Galàctica, Dooku; amb la motivació de la mort del seu padawan, es retira de l'Orde Jedi i viatjà al seu planeta d'origen. Dooku ostenta el títol de Comte de Serenno (el seu planeta natiu), al que va renunciar a l'entrar a l'Orde Jedi per a després recuperà en abandonar-la. Quan va morir Qui-Gon Jinn va creure que els responsables eren els Jedi i es creu que això el va motivar a renunciar a l'Ordre, encara que els motius exactes són un misteri. Ja retirat retorna a la seva llar a Serenno, on exercí de nou el seu títol nobiliari, sent de nou un dels éssers més rics i poderosos de la galàxia.

### Darth Tyranus
No se sap en quin moment Darth Sidious va contactar a Dooku per pervertir-lo en el Costat Fosc de la Força. Dooku es converteix en l'aprenent del Senyor dels Sith Darth Sidious, que l'usa per portar a terme els seus plans de destruir als Jedi. Ja ingressat a l'Ordre Sith, Dooku rep el títol de Lord Darth Tyrannus i es converteix en el segon deixeble de Darth Sidious, sense saber que en va tenir un d'anterior (Darth Maul, mort per Ob-Wan Kenobi); fet que contradiu la novel·la de Star Wars: La Venjança dels Sith. Per a un expert i poderós Jedi com a Dooku, no li va resultar difícil aprendre les ensenyances impartides pel Senyor dels Sith; el seu domini en la Força del Costat Fosc va convertir a Dooku en un contrincant pràcticament invencible.
La primera missió que Dooku va dur a terme convertit en Sith, va ser l'assassinat del seu amic Sifo-Dyas. Després de matar-lo, Dooku administra el projecte que Sifo-Dyas va començar, la creació d'un exèrcit de clons per a la República Galàctica. Dooku, recluta al cazarecompensas Jango Fett i l'usa com a patró de clonació. Malgrat el seu carisma i arguments ben entaulats, Dooku ja estava pervertit en el Costat Fosc de la Força. Matant al Jedi, Tyranus mostra a Sidious la seva entrega al Costat Fosc sense fissures. Abans d'abandonar l'Orde definitivament, Dooku esborrà els arxius del Sistema Kamino de la Biblioteca Jedi.
Sota les ordres de Sidious, Dooku va formar el moviment Separatista, sent el líder de la Confederació de Sistemes Independents. El compte era astut, i va aconseguir crear una dit moviment separatista per declarar una guerra oberta a la burocràcia de la República, creant un grani poderós exèrcit droide. Una vegada creat l'imponent exèrcit, Dooku fou fer una aliança amb les companyies de comerç i militars més importants de la galàxia, enganyant-los, amb l'objectiu d'eliminar els Jedi i subjugar la galàxia per ordre de Sidious.

### Guerres Clon

#### Atac dels Clons
Les intencions de Dooku junt amb el seu mestre Darth Sidious, era provocar una guerra a la galàxia. Darth Sidious, sota la identitat de Palpatine, ajudava sense que ningú s'adonés a crear l'ambient de caos que Dooku necessitava per convèncer a més sistemes a unir-se al moviment Separatista. Deu anys després, aconsellat pel seu mestre Sith, Dooku va proclamar a Raxus Prime una insurrecció contra la República, al·legant que aquesta era decadent i corrupta. Va convidar a tots els sistemes solars de la galàxia a unir-se-li i integrar-se al seu moviment per separar-se de la República i va aconseguir molts partidaris intrressats en la seva causa.
En el Sistema Geonosis va sostenir una reunió secreta amb els senadors del Gremi de Comerç, la Federació de Comerç, l'Aliança Corporativa, la Tecno Unió i el Clan Bancari Intergalàctic per conformar la Confederació i conspirar per lliurar una guerra de secessió contra la República. Com a principal cabdill i líder públic de la Confederació de Sistemes Independents, Dooku va reclutar agents i va aconseguir el patrocini dels comerciants més acabalats de la República per consolidar una força armada insurgent durant les terribles Guerres Clon.
Quan el Jedi Obi-Wan Kenobi va descobrir la conspiració, ja existia un exèrcit clandestí preparat per a una sorpresiva insurrecció, però va ser capturat. Dooku el va persuadir a unir-se-li amb l'argument d'acabar amb una República corrupta controlada pel Sith Darth Sidious i l'esperança d'un nou règim, inclusivament argumentant que si Qui-Gon Jinn estigués, ell el seguiria, però Obi-Wan no el va creure i es va refusar, de manera que Dooku el va deixar a la voluntat dels geonsians que el van condemnar a ser l'espectacle del seu sagnant circ.
Durant la batalla de Geonosis, va viatjar al seu hangar secet per escapar, però arribant allà és interceptat per Obi-Wan i Anakin Skywalker, i els enfronta derrotant-los fàcilment, per ser més molt més experimentat en combat. Inclusivament li talla fàcilment el braç dret a Anakin i de no ser per la intervenció oportuna de Yoda, ambdós Jedi haguessin mort. Yoda i Dooku es van enfrontar i van empatar en el domini de la Força i després en la seva habilitat esgrimidora. Com l'enfrontament no s'inclinava amb avantatge per a cap i volia evitar que els plans tècnics de l'Estrella de la Mort, l'arma definitiva Sith, caiguessin en males mans i estava precipitat en escapar, va usar la seva Força per tirar un enorme objecte sobre Anakin i Obi-Wan, i distreure Yoda tractant-los de salvar. Només així va aconseguir escapar.

#### Després de la Batalla de Geonosis
Durant el seu temps de reunió de suport a la secessió de la República, Dooku va ser contactat per Sidious, que van expressar el seu interès en el General Kaleesh Qymaen JAI Sheelal, més tard conegut com el General Grievous. A l'esdevediments de les Guerres Clon, va contractar Cydon Prax com el seu guardaespatlles. Els seus acòlits foscos van ser: Sev'rance Tann, Asajj Ventress, Durge i el temible General Grievous. La supèrbia de Dooku, li feia menysprear tot allò que segons el seu parer no tenia classe, com a la rudesa de Maul o Asajj Ventress, que segons el seu parer era animal, o al General Grievous un híbrid ciborg. De fet el seu màxim desig era una reinvenció de l'Ordre Jedi i un govern amb humans i algun humanoide en el poder (preferiblement, ell o el seu mestre).
Després de dirigir públicament la Confederació i la guerra en l'ombra Dooku va seguir al peu de la lletra els passos del seu Mestre, sense importar-li el perdre tots els seus acòlits com Tann o Ventress, la que va abandonar. Després d'escapar en algunes ocasions de Skywalker i Kenobi, Darth Sidious li va demanar que enfrontés Anakin Skywalker i el convertís al Costat Fosc, prometent-li la seva ajuda si no aconseguia vèncer. Tanmateix, com Sidious mai no li va aclarir les seves pretensions, Dooku va creure que li estava permetent convertir-lo en un altre deixeble i no que el verdader motiu anés ésser mort per Anakin per provar el Costat Fosc de la Força d'aquest Jedi.

#### La Venjança dels Sith
A la pel·lícula The Revenge of the Sith, Dooku presencia la batalla de Coruscant des de la torre d'observació de la nau insígnia de Grievous, La Mà Invisible. Allà s'enfronta a Obi-Wan i Anakin, que van arribar en missió per a salvar a Palpatine. Comença el duel en què controlar la situació al seu entorn, i manipulà el duel, com l'última vegada en el seu anterior duel. Intenta separar-los, el qual aconsegueix amb èxit per tal que no lluitin junts. Després de derrotar Obi-Wan Kenobi encanyant-lo, continua lluitant amb Anakin Skywalker.
Dooku, tal com calia actuar en el pla del seu Mestre per a explotar l'odi de Skywalker, provocà el noi per utilitzà el Costat Fosc de la Força. Anakin s'enfadà i derrotà l'esgrima del Comte Dooku, derrotant-lo en un hàbil moviment d'esgrima, tallant-li les mans i fent-li perdent la figura estilitzada i elegant. En els últims moments de la seva vida, just abans de ser decapitat pel futur Darth Vader per ordre de Sidious, Dooku va poder contemplar la traïció del seu mestre i com ell no va ser més que els altres, un instrument contínuament utilitzat i substituït per Skywalker. Així, el Comte Dooku fou mort tràgicament pet la venjança de Lord Vader.